# Gennadi Jefimowitsch Nessis
Gennadi Jefimowitsch Nessis (russisch Геннадий Ефимович Несис; * 22. Mai 1947 in Leningrad) ist ein russischer Schachspieler und -trainer. Er wurde Weltpokalsieger im Fernschach.

## Nahschach
Mit 13 Jahren begann Nessis mit dem Schachspiel. 1962 wurde er in die Trainingsgruppe von Wladimir Sak aufgenommen. 1968 erhielt er für seine Leistungen bei der Mannschaftsmeisterschaft der Hochschule den Titel Meisterkandidat, 1977 wurde er Nationaler Meister. Seine Elo-Zahl beträgt seit Juli 1995 unverändert 2360.

## Fernschach
Nessis' Hauptaktivität liegt im Fernschach. In seinem ersten Fernturnier 1971 qualifizierte er sich für die 12. UdSSR-Fernschachmeisterschaft, wo er 1975/76 Platz 2 belegte. Diese Platzierung erreichte er auch bei der 13. UdSSR-Fernschachmeisterschaft 1977/78. Mit Leningrad gewann er die 5. Mannschaftsmeisterschaft des Landes. Ebenso gewann er mit der UdSSR die 1. Europa-Mannschaftsmeisterschaft.
1982 beendete er sowohl das 2. Weltpokalturnier als auch das Keres-Memorial als Sieger. Im gleichen Jahr verlieh ihm der Weltfernschachverband ICCF 1982 den Titel Internationaler Fernschachmeister. Im Finale der 11. Weltmeisterschaft belegte er 1989 hinter Fritz Baumbach Platz 2, bei der 12. WM kam er auf Rang 7. 1988/95 gewann er das Bertl-von-Massow Gedenkturnier. Seine Fernschach-Elo-Zahl beträgt 2612, basierend auf 156 Partien.

## Schachtrainer
Nessis erlangte zunächst einen Universitätsabschluss in Chemie und war fünf Jahre als Ingenieur tätig, danach entschloss er sich hauptberuflich als Schachtrainer zu arbeiten. Mitte der 1970er Jahre gehörte er zum Sekundantenteam von Anatoli Karpow. Ab 1983 betreute er Alexander Chalifman, von 1986 bis 1989 trainierte er auch Gata Kamsky. Seit 2003 organisiert er in Kirischi das jährliche Turnier World's Youth Stars. Es ist dem Andenken an Wanja Somow gewidmet, einem von Nessis trainierten Nachwuchsspieler, der 2002 im Alter von 12 Jahren bei einem Verkehrsunfall ums Leben kam. Seit 2007 trägt Nessis den Titel FIDE Senior Trainer.

## Schriften
Nessis veröffentlichte mehrere Schachbücher, darunter im Schachverlag Rudi Schmaus, Heidelberg Die Kunst der Vereinfachung, Bände 1–3 (1982–1987),  Ungewöhnliche Kräfteverhältnisse (1991), Holländische Verteidigung (1992) und im Beyer Verlag, Hollfeld jeweils mehrere Bände in den Reihen Taktische Lösungen in Schacheröffnungen, Aktuelle Schacheröffnungen und Schacheröffnungen – richtig gespielt.